# Кача (річка в Криму)
Ка́ча, Качи́ (крим. Qaçı) — річка в Криму. 

## Опис
Довжина річки — 69 км, площа басейну 573 км². Починається на північних схилах Головного пасма Кримських гір злиттям двох річок — Пісари і Біюк-Узень. Впадає в Каламітську затоку Чорного моря на 2 км північніше міста Севастополь. Береги високі, кам'янисті, річище широке, дно на всьому протязі — рінь. Більша частина приток впадає у Качу в її верхньому перебігу. Під час сильних дощів, а також восени й узимку Кача може дуже розливатися. Влітку в зв'язку з використанням води на зрошення в нижній течії пересихає.
Назва річки походить від тюркського слова хач — хрест. У верхів'ях річка утворює Качинський каньйон. Тут розташовані середньовічні монастирі та печерні міста, серед них найвідоміші Качі-Кальон, Киз-Кермен, Тепе-Кермен.
Від назви річки походить назва селища Кача, що за 1 км на північ від гирла.
На річці споруджено два великі водосховища — Бахчисарайське (6,89 млн м³), що використовується для постачання питної води у місто Бахчисарай і Загорське (27,8 млн м³), постачає воду у Велику Ялту системою гідротунелей.

### Притоки
- Писара, Донга, Каспана, Стиля, Окурка (ліві); Чуін-Елга, Марта, Чурук-Су (праві).

## Галерея

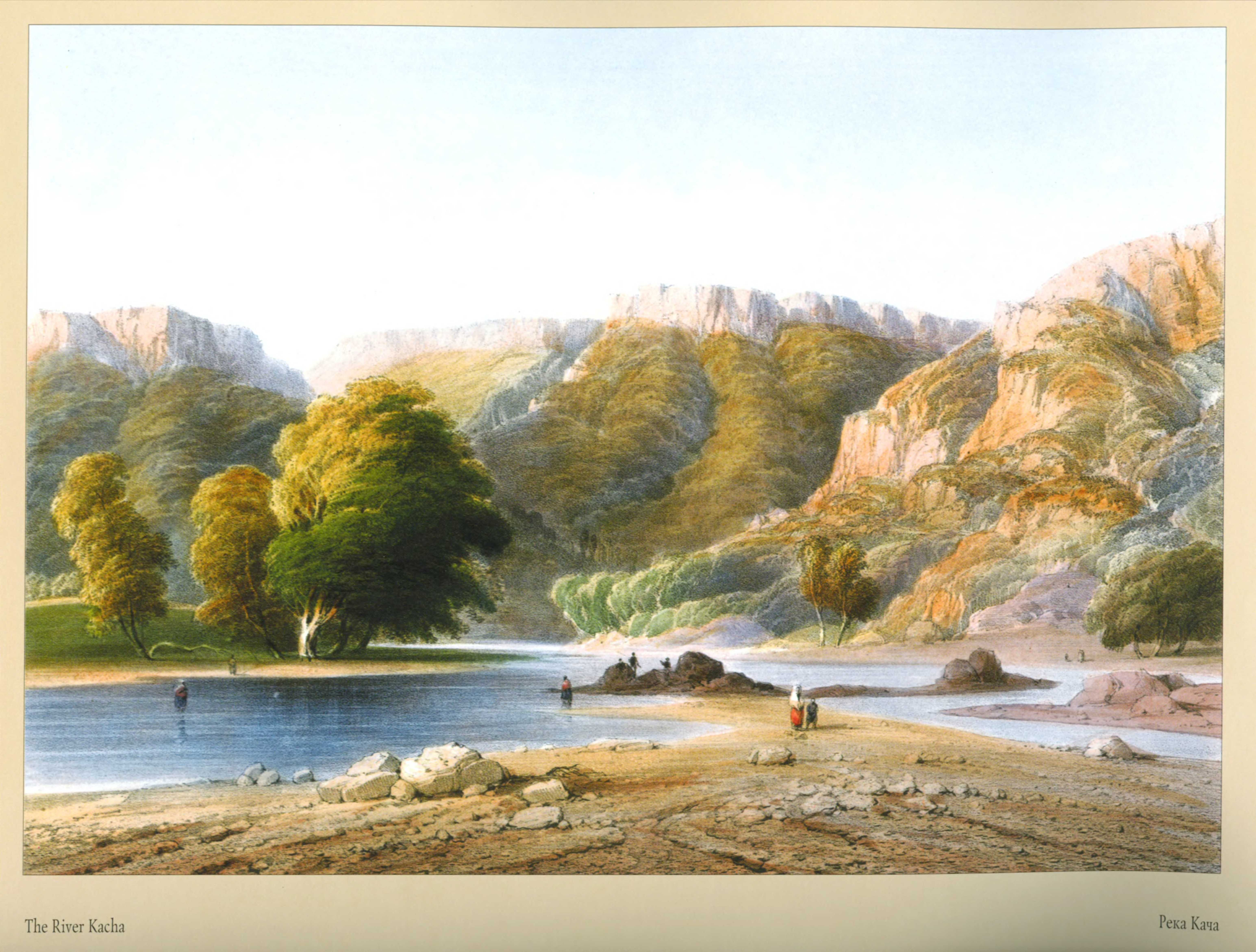
Карло Боссолі «Річка Кача», 1856 рік
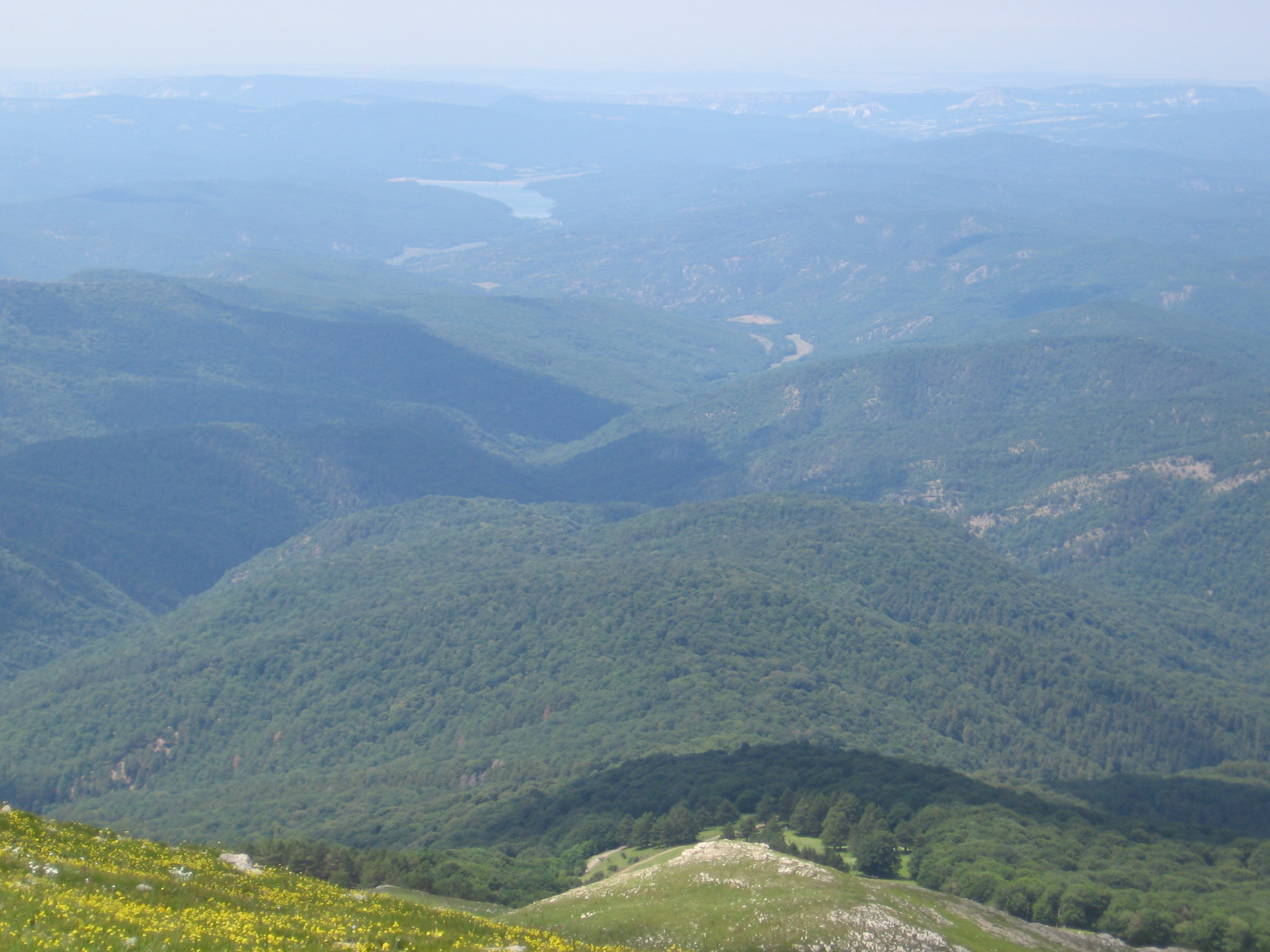
На першому плані - хребет Кобузниген-Каяси. На другому плані - долина річки Кача і Загорське водосховище
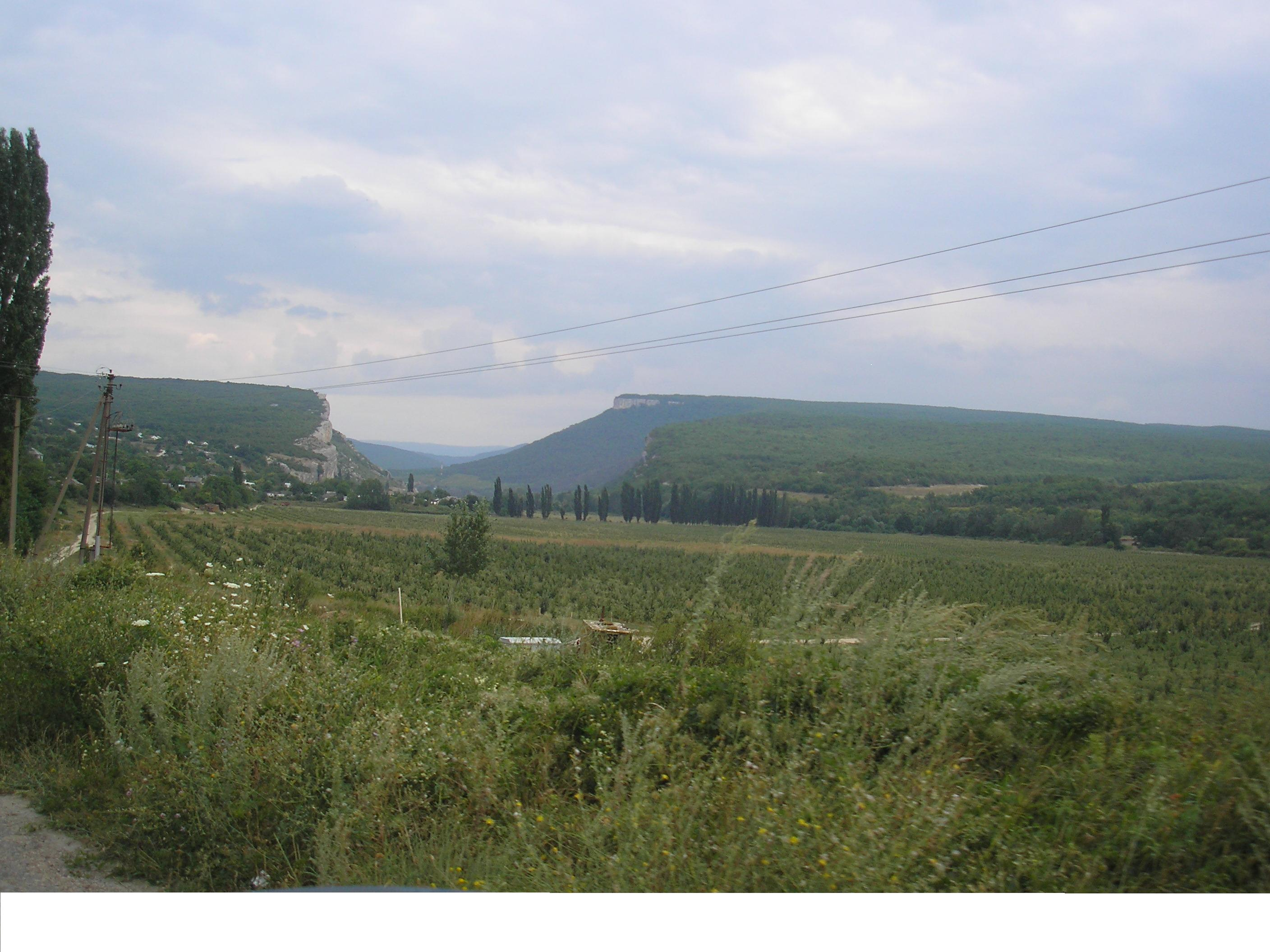
"Качинські ворота" - закінчення Качинського каньйону, с.Передущельне
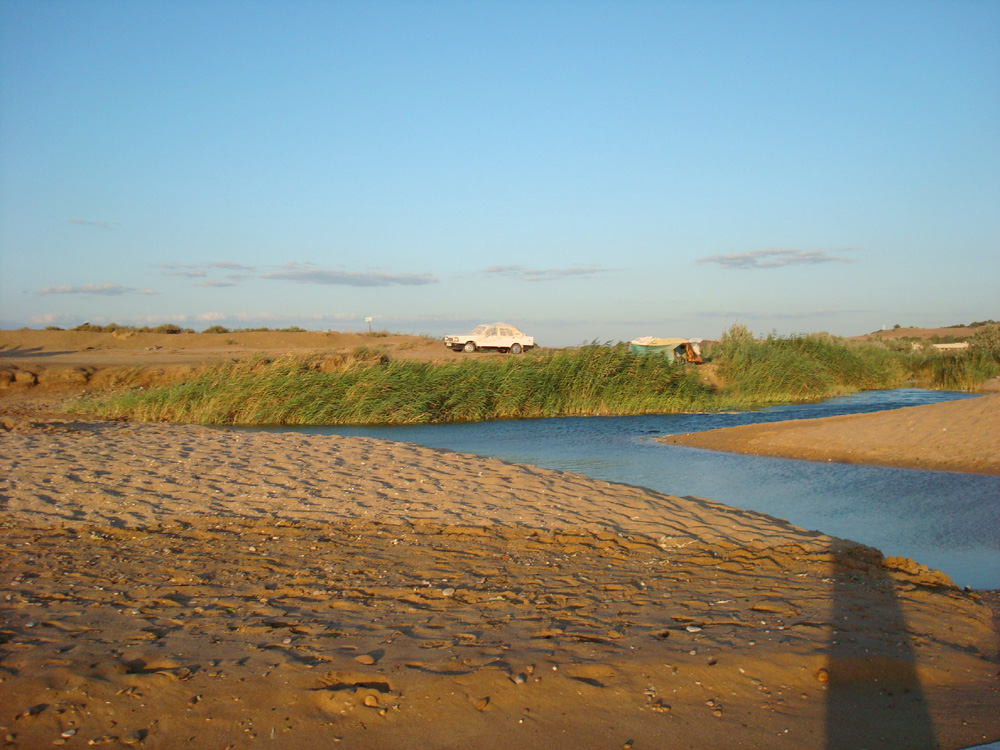
Кача у місці впадання в море (с.Орлівка)